# Raman Dziukau
Raman Dziukau, właśc. Raman Maksimawicz Dziukau, biał. Раман Максімавіч Дзюкаў, ros. Роман Максимович Дюков – Roman Maksimowicz Diukow (ur. 29 września 1995 w Mińsku) – białoruski hokeista, reprezentant Białorusi.
Jego brat Anton (ur. 2004) został bramkarzem hokejowym.

## Kariera
- MHK Junost' Mińsk (2011-2015)
  -  Junior Mińsk (2011-2016)
- Junost' Mińsk (2012/2013, 2014-2016)
- Adirondack Thunder (2016-2017)
- Dynama Mińsk (2017)
- Saryarka Karaganda (2017-2018)
- Torpedo Ust-Kamienogorsk (2018-2019)
- Łada Togliatti (2019)
- Dynama Mińsk (2019-2020)
- Junost' Mińsk (2019-2020)
- Chimik Woskriesiensk (2020-2021)
- HK Szachcior Soligorsk (2021-2022)
- Sokił Kijów (2022)
- HK Tambow (2022)
- Re-Plast Unia Oświęcim (2022-)

Na początku kariery występował w białoruskich zespołach działających w systemie klubu Junosti Mińsk, uczestniczących w rozgrywkach rosyjskich MHL i WHL oraz w białoruskich ekstralidze i wyższej lidze. W sezonie 2016/2017 grał w drużynie Adirondack Thunder z amerykańskiej ligi ECHL. Następni ewrocił do ojczyzny i do grudnia 2017 reprezentował Dynama Mińsk w elitarnych rosyjskich rozgrywkach KHL. W tym samym miesiącu przeszedł do kazachskiej drużyny Saryarka Karaganda w WHL. skąd w sierpniu 2018 został przetransferowany do innego kazachskiego klubu w WHL, Torpedo Ust-Kamienogorsk. W styczniu 2019 odszedł do Łady Togliatti. W listopadzie 2019 ponownie trafił do Dynama Mińsk, a w sezonie 2019/2020 równolegle grał też w Junosti. W czerwcu 2020 został ogłoszonoe jego transfer do Chimika Woskriesiensk w WHL. Od sierpnia 2021 do pierwszej połowy lutego 2022. 17 lutego ogłoszono jego przejście do ukraińskiego Sokiłu Kijów. W jego barwach rozegrał trzy mecze do czasu inwazji Rosji na Ukrainę. W czerwcu 2022 ogłoszono jego angaż w rosyjskim HK Tambow. We wrześniu 2021 został zaangażowany przez Re-Plast Unię Oświęcim w Polskiej Hokej Lidze.
Uczestniczył w turniejach mistrzostw świata juniorów do lat 18 edycji 2012 (Dywizja IB), 2013 (Dywizja IA), mistrzostw świata juniorów do lat 20 edycji 2015 (Dywizja IA) oraz seniorskich mistrzostw świata edycji 2016, 2018.

## Sukcesy
Reprezentacyjne
- Awans do Dywizji IA mistrzostw świata juniorów do lat 18: 2012
- Awans do Elity mistrzostw świata juniorów do lat 20: 2015

Klubowe
- Srebrny medal mistrzostw Białorusi: 2015 z Junostią Mińsk
- Puchar Białorusi: 2015 z Junostią Mińsk
- Złoty medal mistrzostw Białorusi: 2016, 2020 z Junostią Mińsk
- Złoty medal mistrzostw Ukrainy: 2022 (uznaniowo) z Sokiłem Kijów
- Finał Pucharu Polski: 2022 z Tauron Re-Plast Unia Oświęcim
- Brązowy medal mistrzostw Polski: 2023 z Unią Oświęcim
- Złoty medal mistrzostw Polski: 2024 z Unią Oświęcim
- Superpuchar Polski: 2024 z Unią Oświęcim

Indywidualne
- ECHL (2016/2017): Mecz Gwiazd ECHL[15]